# Asiento eyectable cero-cero

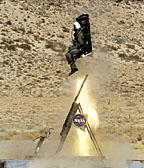
Prueba de un asiento eyectable cero-cero

Los asientos eyectables cero-cero son un tipo de asiento eyectable diseñado para extraer de modo seguro a un ocupante de la cabina de un avión si la aeronave está a baja altitud y baja velocidad, incluso cuando la aeronave está estacionada en tierra. La capacidad cero-cero fue desarrollada para que los pilotos escapen de la aeronave bajo estas circunstancias, ya que antes se necesitaba de una altitud y velocidad mínimas para que la operación fuese segura.
La tecnología cero-cero usa una pequeña carga explosiva para que el piloto salga despedido de la cabina de un modo rápido, así la necesidad de altitud y velocidad ya no es necesaria. De hecho, los dos ceros refieren a la operatividad del asiento eyectable a altura cero y velocidad cero.
- Datos: Q8206684